# غراهام هنت (لاعب دارت)
غراهام هنت (بالإنجليزية: Graham Hunt)‏ هو لاعب دارت أسترالي، ولد في 7 ديسمبر 1953 في برث في أستراليا.

## وصلات خارجية
- غراهام هنت على موقع DartsDatabase.co.uk (الإنجليزية)